# Send My Love (To Your New Lover)
"Send My Love (To Your New Lover)" is een nummer van de Britse zangeres Adele van haar derde studioalbum 25, dat in 2015 uitkwam. Het nummer werd op 16 mei 2016 uitgegeven als de derde officiële single van het album door XL Recordings. Het nummer is geschreven door Adele, Max Martin en Shellback. Adele omschreef het nummer als een "blij-dat-je-wegbent-nummer" dat refereert aan haar ex-vriend. In de Verenigde Staten, Canada en Engeland piekte het nummer op plek 26.

## Videoclip
De bijhorende videoclip is geregisseerd door Patrick Daughters en was voor het eerst te zien op 26 mei 2016 tijdens de Billboard Music Awards.

## Hitnoteringen

### Nederlandse Top 40
| Positie: | 32 | 28 | 19 | 16 | 13 | 15 | 17 | 20 | 22 | 28 | 34 | 39 | uit |

### NederlandseSingle Top 100
| Hitnotering: 11-06-2016 t/m 15-10-2016 | Hitnotering: 11-06-2016 t/m 15-10-2016 | Hitnotering: 11-06-2016 t/m 15-10-2016 | Hitnotering: 11-06-2016 t/m 15-10-2016 | Hitnotering: 11-06-2016 t/m 15-10-2016 | Hitnotering: 11-06-2016 t/m 15-10-2016 | Hitnotering: 11-06-2016 t/m 15-10-2016 | Hitnotering: 11-06-2016 t/m 15-10-2016 | Hitnotering: 11-06-2016 t/m 15-10-2016 | Hitnotering: 11-06-2016 t/m 15-10-2016 | Hitnotering: 11-06-2016 t/m 15-10-2016 | Hitnotering: 11-06-2016 t/m 15-10-2016 | Hitnotering: 11-06-2016 t/m 15-10-2016 | Hitnotering: 11-06-2016 t/m 15-10-2016 | Hitnotering: 11-06-2016 t/m 15-10-2016 | Hitnotering: 11-06-2016 t/m 15-10-2016 | Hitnotering: 11-06-2016 t/m 15-10-2016 | Hitnotering: 11-06-2016 t/m 15-10-2016 | Hitnotering: 11-06-2016 t/m 15-10-2016 | Hitnotering: 11-06-2016 t/m 15-10-2016 | Hitnotering: 11-06-2016 t/m 15-10-2016 |
| Week:                                  | 1                                      | 2                                      | 3                                      | 4                                      | 5                                      | 6                                      | 7                                      | 8                                      | 9                                      | 10                                     | 11                                     | 12                                     | 13                                     | 14                                     | 15                                     | 16                                     | 17                                     | 18                                     | 19                                     |                                        |
| -------------------------------------- | -------------------------------------- | -------------------------------------- | -------------------------------------- | -------------------------------------- | -------------------------------------- | -------------------------------------- | -------------------------------------- | -------------------------------------- | -------------------------------------- | -------------------------------------- | -------------------------------------- | -------------------------------------- | -------------------------------------- | -------------------------------------- | -------------------------------------- | -------------------------------------- | -------------------------------------- | -------------------------------------- | -------------------------------------- | -------------------------------------- |
| Positie:                               | 65                                     | 42                                     | 38                                     | 33                                     | 32                                     | 35                                     | 39                                     | 40                                     | 43                                     | 49                                     | 52                                     | 54                                     | 66                                     | 70                                     | 70                                     | 81                                     | 90                                     | 88                                     | 100                                    | uit                                    |

### NederlandseMega Top 50
| Hitnotering: 04-06-2016 t/m 17-09-2016 | Hitnotering: 04-06-2016 t/m 17-09-2016 | Hitnotering: 04-06-2016 t/m 17-09-2016 | Hitnotering: 04-06-2016 t/m 17-09-2016 | Hitnotering: 04-06-2016 t/m 17-09-2016 | Hitnotering: 04-06-2016 t/m 17-09-2016 | Hitnotering: 04-06-2016 t/m 17-09-2016 | Hitnotering: 04-06-2016 t/m 17-09-2016 | Hitnotering: 04-06-2016 t/m 17-09-2016 | Hitnotering: 04-06-2016 t/m 17-09-2016 | Hitnotering: 04-06-2016 t/m 17-09-2016 | Hitnotering: 04-06-2016 t/m 17-09-2016 | Hitnotering: 04-06-2016 t/m 17-09-2016 | Hitnotering: 04-06-2016 t/m 17-09-2016 | Hitnotering: 04-06-2016 t/m 17-09-2016 | Hitnotering: 04-06-2016 t/m 17-09-2016 | Hitnotering: 04-06-2016 t/m 17-09-2016 | Hitnotering: 04-06-2016 t/m 17-09-2016 | Hitnotering: 04-06-2016 t/m 17-09-2016 |
| Week:                                  | 1                                      | 2                                      | 3                                      | 4                                      | 5                                      | 6                                      | 7                                      | 8                                      | 9                                      | 10                                     | 11                                     | 12                                     | 13                                     | 14                                     | 15                                     | 16                                     | 17                                     |                                        |
| -------------------------------------- | -------------------------------------- | -------------------------------------- | -------------------------------------- | -------------------------------------- | -------------------------------------- | -------------------------------------- | -------------------------------------- | -------------------------------------- | -------------------------------------- | -------------------------------------- | -------------------------------------- | -------------------------------------- | -------------------------------------- | -------------------------------------- | -------------------------------------- | -------------------------------------- | -------------------------------------- | -------------------------------------- |
| Positie:                               | 39                                     | 22                                     | 15                                     | 15                                     | 16                                     | 20                                     | 20                                     | 25                                     | 29                                     | 29                                     | 29                                     | 34                                     | 42                                     | 44                                     | 46                                     | 46                                     | 46                                     | uit                                    |

### NPO Radio 2 Top 2000
| Nummer met noteringen in de NPO Radio 2 Top 2000 | '18  | '19-'20 | '21  |
| ------------------------------------------------ | ---- | ------- | ---- |
| Send My Love                                     | 1907 | -       | 1893 |

1. ↑  Een '-' betekent dat het nummer niet was genoteerd en een vetgedrukt getal geeft de hoogste notering aan.
2. ↑  2018 was het eerste jaar met een notering voor dit nummer.
3. ↑  Deze tabel is bijgewerkt tot en met de laatste editie (2024).

## Releasedata
| Land             | Releasedatum | Formaat        | Label    |
| ---------------- | ------------ | -------------- | -------- |
| Wereldwijd       | 16 mei 2016  | Muziekdownload | XL       |
| Verenigde Staten | 17 mei 2016  | Radio          | Columbia |